# Amelidae
A família mantis Amelidae foi anteriormente colocada na família Mantidae . As espécies foram registradas na África, Ásia, Europa e América do Norte. Um exemplo de espécie pertencente a esta família é o louva-a-deus Ameles decolor.

## Genera
O Arquivo de Espécies de Mantodea lista uma única subfamília Amelinae, composta por duas tribos:

### Amelini
- Ameles Burmeister, 1838
- Apteromantis Werner, 1931
- Pseudoyersinia Kirby, 1904

### Litaneutriini
- Litaneutria Saussure, 1892
- Yersinia Saussure, 1869 - monotypic Yersinia mexicana Saussure, 1859
- Yersiniops Hebard, 1931